# La Atalaya (Laredo)
La Atalaya es un cono de cenizas situado en Laredo (Cantabria, España), en un cabo junto a la capital municipal.
A pesar de lo lejos que se encuentra; es un antiguo volcán que pertenece a los Pirineos, dentro de la provincia magmática del Atlántico Central; que se formó durante el Triásico Superior.[cita requerida]

## Aspecto
Es un cono de cenizas redondo pero totalmente erosionado y derruido; donde forma una caleta redondeada por la zona del derrumbe que es el antiguo cráter.

## Vulcanismo
El volcán se formó durante el triásico superior; cuando los dos continentes estaban separándose; en el momento de la separación; se creó una provincia ígnea; llamada como la provincia magmática del Atlántico Central o CAMP. La Atalaya data de esa época; y la roca dominante es la dolerita; donde es más abundante en la cala.

## Localización
La Atalaya se asienta sobre la capital municipal, al norte de la Puebla Vieja de Laredo. Todo el cono es un parque medioambiental protegido, donde hay varios miradores que orienta hacia la villa, la bahía y el mar Cantábrico. También en La Atalaya se encuentran los restos del Fuerte del Rastrillar. El monte está atravesado por el túnel de la Atalaya.